# مسجد شیخ لطف‌الله

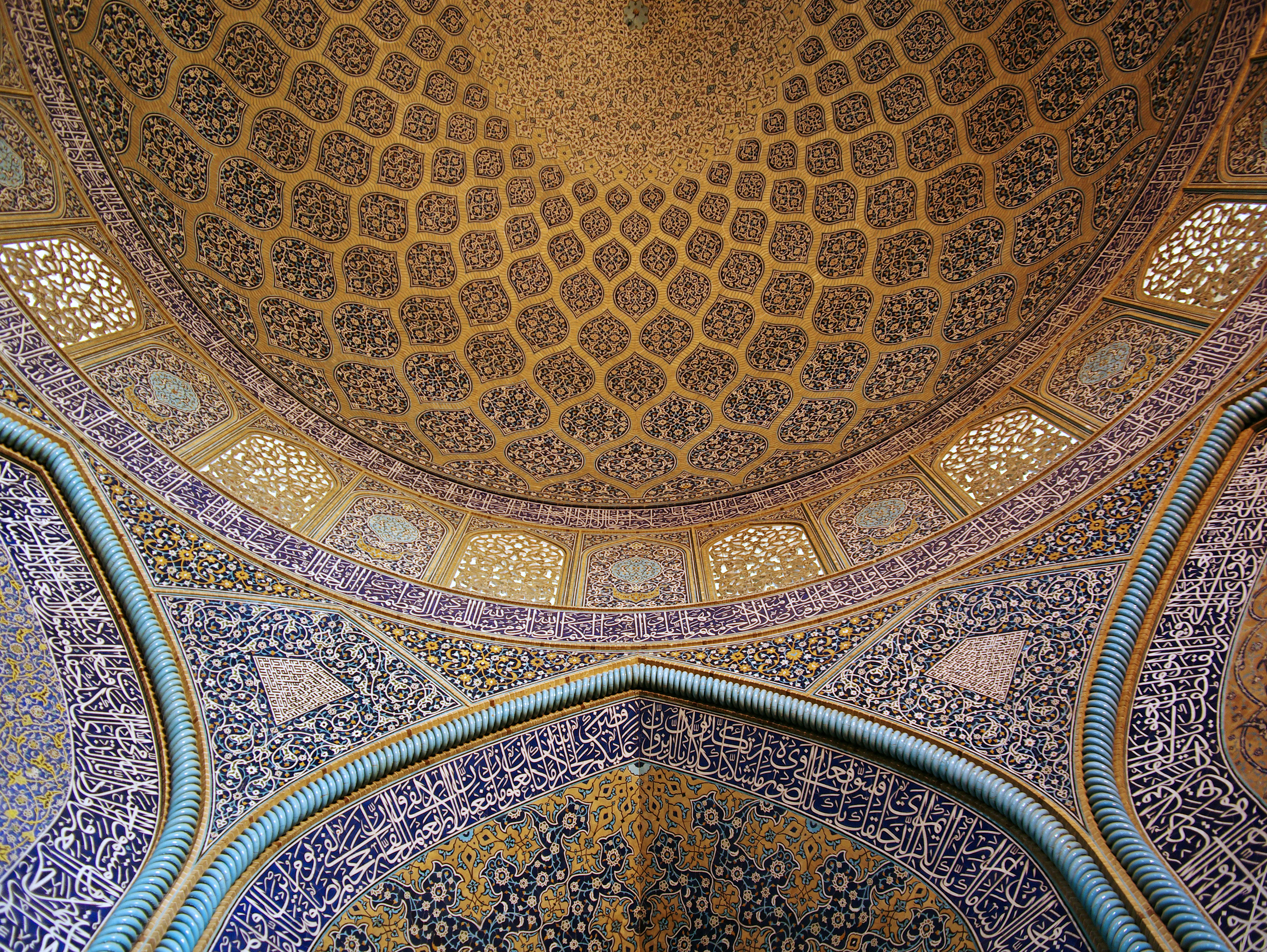
نمایی درونی از دیوارها و گنبد مسجد شیخ لطف‌الله.

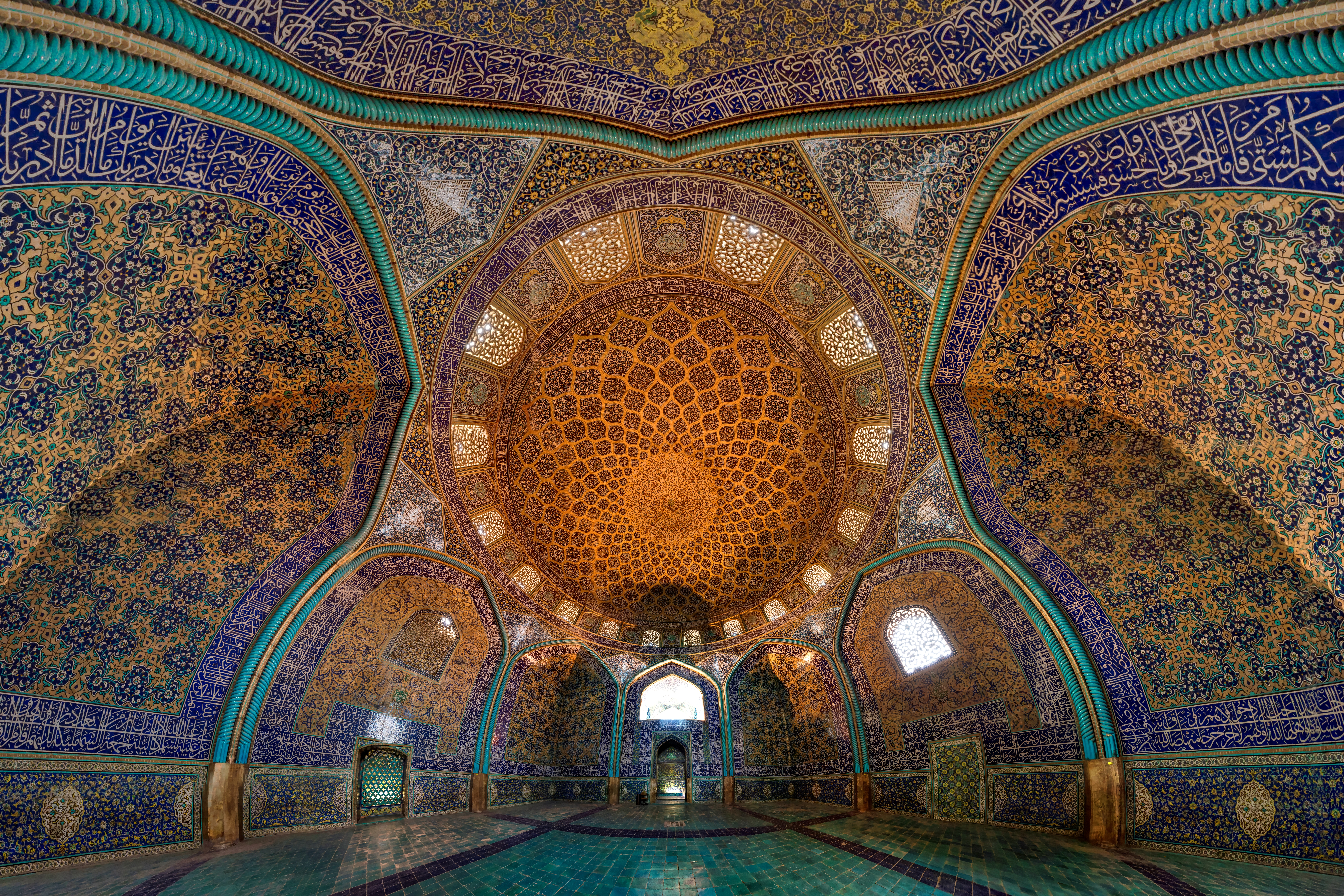
نمایی درونی از مسجد شیخ لطف‌الله.

مسجد شیخ لطف‌الله یک اثر معماری منحصر به فرد است که در اصفهان واقع شده و جزء میراث جهانی یونسکو است. این مسجد در دوران صفویه در اوایل قرن هفدهم میلادی (ساخته شده در ۱۶۱۹–۱۶۰۲ میلادی _ در زمان شاه عباس بزرگ) ساخته شد. مسجد شیخ لطف‌الله به دلیل طراحی منحصر به فرد و پیچیده اش شناخته شده است و آن را به یک جاذبه دیدنی تبدیل کرده است. این مسجد که در مقابل عمارت عالی‌قاپو و همسایگی مسجد شاه قرار دارد، به نام شیخ لطف‌الله عاملی اصفهانی از علمای برجسته آن زمان نامگذاری شده است. مسجد شیخ لطف‌الله در ضلع شرقی میدان نقش جهان که یکی از بزرگ‌ترین میدان‌های جهان است، قرار دارد. یکی از بارزترین ویژگی‌های مسجد شیخ لطف‌الله گنبد آن است که برخلاف بسیاری از مساجد دیگر مناره ندارد. این بنا با الگوی کاشی کاری خاص آراسته شده است و با بازتاب نور خورشید از کاشی‌ها، جلوه ای ویژه ایجاد می‌کند. کاشی کاری‌های معرق در نمای بیرونی مسجد بسیار دقیق است و مهارت مخصوصی در طراحی و ساخت آنها به کار برده شده است. نمازخانه اصلی دارای محراب کاشی کاری شده پیچیده و رنگارنگ است که جهت مکه (قبله) را نشان می‌دهد. دیوارهای مسجد با نقوش گل و خطاطی ظریف پوشیده شده است. سقف با نقوشی ظریف و هنرمندانه ساخته شده است.
بازتاب صدا در مسجد شیخ لطف‌الله معماری ویژه این بنا را معرفی می‌کند. اگر در یک نقطه خاص در یک طرف مسجد بایستید، صدای شما به وضوح از طرف مقابل حتی در با زمزمه ای آرام شنیده می‌شود. این مکان برای تجلیل شیخ لطف‌الله مَیسی بنا گردیده و سالانه گردشگران زیادی را جذب خود می‌کند.

## پیشینه
طرح مسجد شیخ لطف‌الله در زمانی که نقشه چهار باغ و باغ هزارجریب به مرحله اجراء درآمد ریخته شد و در دورانی که معماری صفویه به شکوفایی رسیده بود مورد بهره‌برداری قرار گرفت. ساخت این مسجد در نیمه اول قرن یازده هجری، در سال ۱۰۱۱ هجری قمری (۱۶۰۲ میلادی) و به فرمان شاه عباس اول آغاز شد و در سال ۱۰۲۸ هجری قمری (۱۶۱۹ میلادی) به پایان رسید. ساخت این مسجد هجده سال به طول انجامید.
گفته می‌شود معمار این مسجد استاد محمدرضا اصفهانی، پسر استاد حسین بنا اصفهانی بوده است. این مسجد بر خرابه‌های مسجدی که قبلاً در آن محل بوده ساخته شد.
مسجد شیخ لطف‌الله به نام یکی از علمای بزرگ عصر صفوی به نام شیخ لطف‌الله جبل‌عاملی، نامیده شده است. شیخ لطف‌الله یکی از علمای بزرگ دوره صفوی بود. وی از اهالی جبل عامل لبنان بود که مانند شیخ بهایی و برخی علمای دیگر توسط شاه عباس از لبنان به ایران مهاجرت نموده و ابتدا در مشهد و قزوین و پس از آن در اصفهان ساکن شد. از آنجا که حکومت صفوی، حکومتی مذهبی بود و به اسلام و به خصوص مذهب تشیع بسیار بها می‌داد، علمای آن را نیز تکریم می‌کرد. از سوی دیگر شیخ لطف‌الله پدر زن شاه عباس بود. از این رو در محل زندگی شیخ، مسجد و مدرسه‌ای به نام او ساخته شد که در این محل به تدریس دروس فقهی و جلسات دینی اشتغال داشت. شیخ بنا به استفتای خود که برگزاری نماز جمعه در غیاب امام دوازدهم شیعیان، مجاز می‌شمرد، به اقامه نماز جمعه در این مسجد می‌پرداخت و مقلدانش نیز به او اقتدا می‌نمودند.

### وجه تسمیه مسجد
نامگذاری این مسجد به مناسبت نام امام جماعت آن یعنی شیخ لطف‌الله بن عبدالکریم بن ابراهیم که در زمان سلطنت شاه عباس به علل مذهبی از میس یکی از قرای جبل عامل لبنان به ایران کوچ کرده و ابتدا در مشهد اقامت گزید و در آنجا پس از استقاضه از محضر علما از جمله ملّا عبدالله شوشتری، از جانب شاه عبّاس بزرگ به خدمت آستانه رضوی درآمد و تا تاریخ فتنه ازبکان و دست یافتن ایشان بر مشهد در آن شهر مقیم بود، سپس از شرّ ایشان به قزوین پناه برد و در آنجا به کار تدریس مشغول شد؛ شاه عبّاس او را از قزوین به اصفهان آورد و در سال ۱۰۱۱ هجری قمری آیت مسجدی را، که هنوز هم به نام او شهرت دارد، برای محل تدریس و اقامت و امامت وی پی نهاد و انجام این کار تا ۱۰۲۸ هجری قمری طول کشید و در حین اتمام همین ساختمان بود که شاه عبّاس در قسمت جنوبی میدان نقش جهان، طرح انشاء جامع اعظم پادشاهی یعنی مسجد شیخ لطف‌الله را ریخت. بعد از آن که مسجد شیخ لطف‌الله برای نمازگزاری او مهیا گردید.
این مسجد در ادامه دوران صفویه به نام ملا فتح‌الله و بعد از آن به نام مسجد صدر (صدر یا صدرالعلماء به مجتهد اعلم یا مرجع تقلید گفته می‌شده) نام گرفت، ولی امروزه به همان نام اولین شناخته می‌شود.

## ساختمان این بنا

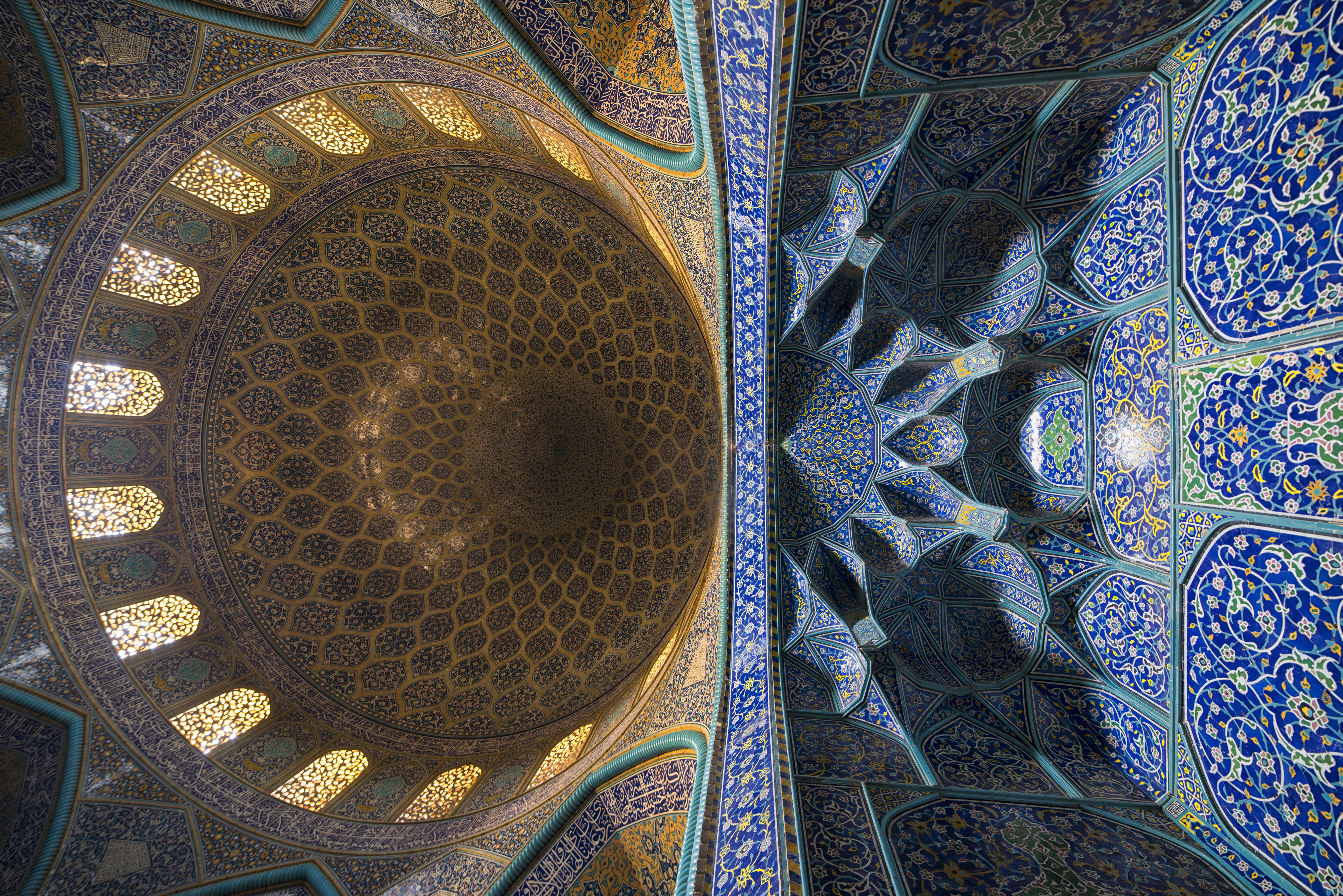
نمایی درونی از مقرنس و گنبد مسجد شیخ لطف‌الله. علیرضا عباسی خطاطی کتیبه‌ها و دو ردیف کتیبه دور گلوی زیر گنبد و محمدرضا اصفهانی معماری مسجد را برعهده داشت. از ویژگی‌های مسجد شیخ لطف‌الله نداشتن صحن و مناره است که در معماری اسلامی جزء لاینفک مساجد است.

بنای مسجد بر یک چهارضلعی استوار است که در قسمت بالاتر بنا به هشت‌ضلعی تبدیل شده، در نهایت دایره‌وار به ساقه گنبد می‌پیوندد. دیوارهای مسجد برای تجمل سنگینی و فشار گنبد قطور ساخته شده‌اند و به‌طوری که آن را از قسمت پنجره‌ها اندازه گرفته‌اند به یک متر و هفتاد سانتی‌متر و در قسمت‌های اصلی به بیش از دو متر هم می‌رسد.
نقوش و رنگهای به کار رفته در کاشیکاری استادانهٔ گنبد مسجد از زیباترین کاشیکاریهای موجود در معماری ایران است. تزئینات کاشی‌کاری مسجد شیخ لطف‌الله در داخل از ازارهها به بالا همه از کاشی‌های معرق پوشیده شده است. شماری از کاشیکاری‌های معرق درون و بیرون گنبد و کتیبه‌های خط ثلث آن به خط علی‌رضای تبریزی عباسی است.
این مسجد به علت اینکه نه مناره دارد و نه دارای شبستان ورودی (حیاط) است و همچنین ورودی آن پله می‌خورد، مشابه سایر مساجد نیست. عدم وجود شبستان و صحن ورودی، این مسجد را به مقتضیات تقارنی میدان نقش جهان (قرار گرفتن مسجد رو به روی عمارت عالی‌قاپو) که در نهایت منجر به این مسئله شده است که نتوان صحنی یا حیاطی رو به قبله که برای نمازگزاری استفاده شود، برای آن طراحی کرد.
سبک معماری این بنا به شیوه اصفهانی است.
جلو خان مسجد با عقب‌نشینی از بدنه شرقی میدان آغاز می‌شود. بعد از عبور از چهار پله به محوطه سردر می‌رسیم. قسمت پایینی دیوارهای این محوطه با سنگ مرمر زرد پوشیده شده است، سکوهای بزرگ کناری هم از همین نوع سنگ هستند. در ورودی مسجد به صورت دو لنگه است که از چوب چنار یک‌پارچه ساخته شده‌اند و پس از گذشت چهارصد سال هنوز پابرجا هستند. در جلوی مسجد حوض ۸ ضلعی زیبایی قرار داشته که در سال‌های ۱۳۱۶ تا ۱۳۱۸ خ برداشته شده است. در این زمان پوشش کف گنبدخانه از جنس گچ بوده و پنجره‌های چوبی منصوب در آن روشنایی زیرزمین را تأمین می‌کرده است. مسجد شیخ لطف‌الله فاقد حیاط است
سر در معرق آن تا پایان سال ۱۰۱۱ قمری هجری ساخته و پرداخته شده و اتمام ساختمان و تزئینات آن در سال ۱۰۲۸ هجری قمری بوده است. کتیبه سر در آن به خط ثلث علیرضا عباسی و مورخ به سال ۱۰۱۲ هجری است، معمار و بنای مسجد استادمحمدرضا اصفهانی بوده است که نام او در داخل محراب زیبای مسجد در دو لوحه کوچک به این شرح ذکرشده عمل فقیر حقیر محتاج برحمت خدا محمدرضا بن استاد حسین بنا اصفهانی ۱۰۲۸ خطوط و کتیبه‌های داخل مسجد کار علیرضا عباسی خطاط بسیار مشهور زمان شاه عباس و باقر بنا خوشنویس گمنام آن دوره است که نمونه خط ثلث او با خط علیرضا عباسی برابری می‌کند.
داخل و خارج گنبد بی‌مانند این بنا که از زیباترین گنبدهای جهان به‌شمار می‌رود، از کاشی‌های معرّق نفیس پوشیده شده است. باستان‌شناسان خارجی عظمت معماری این مسجد را ستوده‌اند. استفاده از نور طبیعی و رنگ‌های زیبا همه و همه از جمله ویژگی‌های چشمگیر این بناست.

### جهت بنا نسبت به قبله
یکی از ویژگی‌های این مسجد چرخش ۴۵ درجه‌ای است که با محور شمال-جنوب دارد که در اصطلاح، «پاشنه» نامیده می‌شود. علت وجودی این چرخش این است که چون در ورودی مسجد به سمت مشرق میدان است اگر بنا بود مسجد را نیز به همین جهت می‌ساختند کار جهت‌یابی از لحاظ قبله مختل می‌شد. در اینجا با ایجاد یک راهرو که از ابتدای مدخل مسجد به سمت چپ و سپس به سمت راست می‌چرخد بر این مشکل فائق آمده‌اند؛ یعنی اگر چه ساختمان مسجد در مشرق است و از نمای خارجی آن چنین بر می‌آید که دیوار جبهه آن در جهت شمال به جنوب است لکن در همین محراب دیوار بنا شده که به سوی قبله است. وقتی به عظمت این فکر پی می‌بریم که در بیرون مسجد اثری از کجی و زاویه به چشم نمی‌خورد، اما به مجرد ورود ناچاریم قبول کنیم که صحن نسبت به نمای خارجی پیچشی دارد در صورتی که گنبد کوتاه این مسجد به علت مدور بودن، جهت یا زاویه مخالفی نشان نمی‌دهد.

### محراب مسجد
یکی از شاهکارهای بی‌نظیر معماری را در محراب این مسجد می‌توان مشاهده کرد. در این محراب کاشی کاری‌های معرّق و مقرنس‌های بسیار ظریفی به چشم می‌خورد و همچنین دو لوح داخل محراب وجود دارد که عبارت «عمل فقیر حقیر محتاج بر رحمت خدا محمدرضا ابن استاد حسین بنای اصفهان» روی آن حک شده است. کتیبه‌های دیگری نیز به خط علیرضا عباسی در اطراف محراب دیده می‌شود که روی آن‌ها روایتی از پیامبر اکرم و امام ششم نقل شده است. علاوه بر این روایات، اشعاری نیز روی کتیبه‌ها نوشته شده که بنا به اظهار کارشناسان سراینده آن‌ها «شیخ بهایی» دانشمند و شاعر دوره صفوی است. خطّاط این کتیبه‌ها نیز باقر بنّا است. محراب به خاطر رنگ تمیز و صافش، همچنین ترکیبات و خطوط هماهنگش بسیار گیراست. محراب از یک طاق دندانه‌دار تشکیل شده که بر فراز آن نقوش ظریف اسلیمی نقش بسته است.

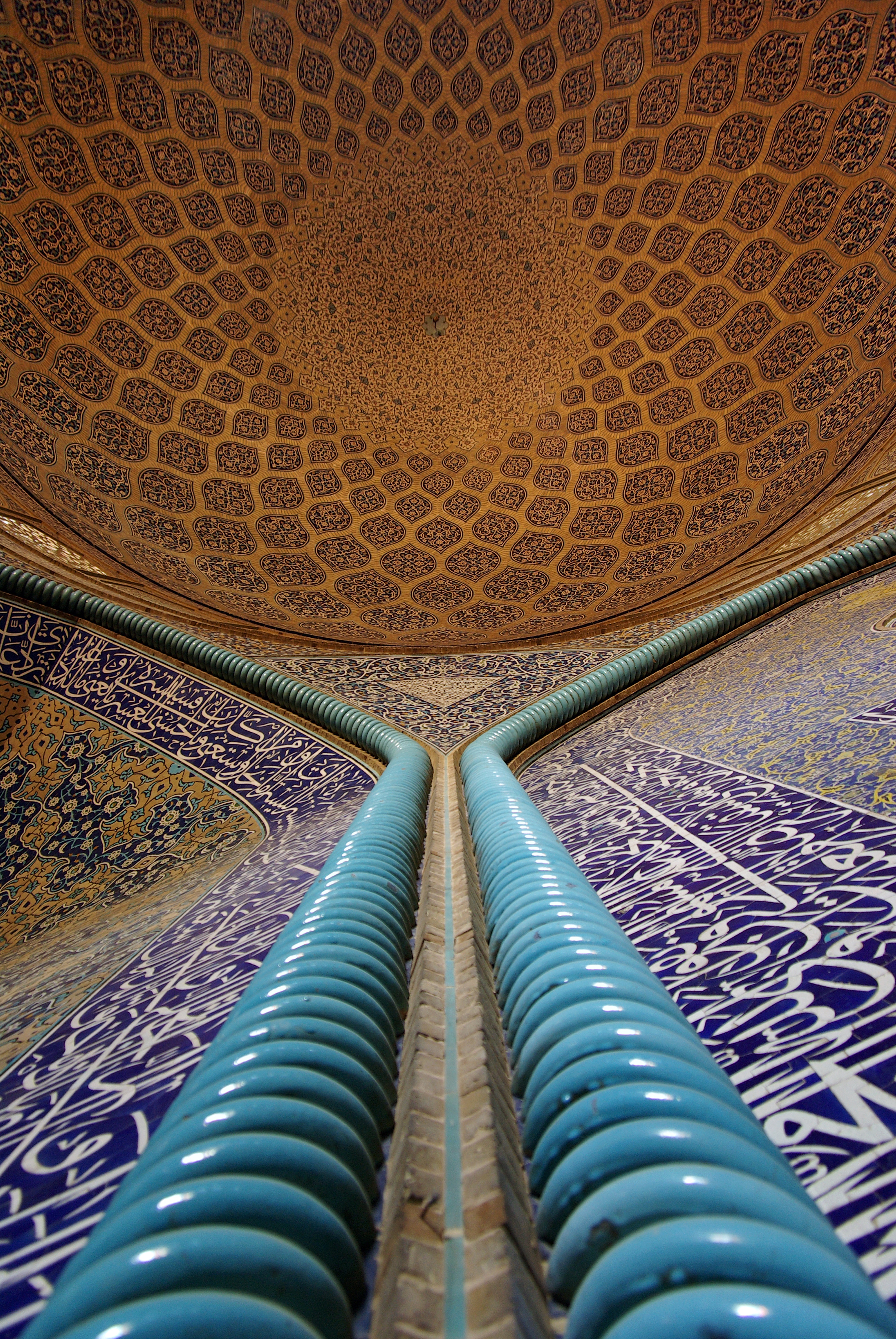
دیوار و سقف مسجد

این طاق کنگره‌دار از داخل دارای مقرنس‌های صدفی شکل است که در انتهای آن به نقوش گیاهی زیبایی آراسته شده است.

### گنبد مسجد
تزیینات گنبد مسجد شیخ لطف‌الله، کاشی کارهای معرق، نقوش هندسی اسلیمی، ستاره‌های بزرگ مکرر با طرح درهمی از پیچک‌های به هم پیچیده، طرح‌های لوزی شکل، نقوش گل و بوته و خوشنویسی به خط ثلث می‌باشد. تزیینات و هنر اسلیمی اسلامی در ادوار مختلف برای تزئین بناهای مختلف به کار رفته است و از جایگاه ویژه ای برخوردار است. یکی از بزرگ‌ترین و زیباترین آثار معماری و کاشی کاری گنبد مسجد شیخ لطف‌الله به واسطه عظمت، ویژگی‌های فرمی و به دلیل تزییناتی که بر سطح آن وجود دارد، خود را از دیگر گنبدها متمایز نموده است.

نمایی خارجی از گنبد مسجد شیخ لطف‌الله

در طول دو سال گذشته مرمت مسجد شیخ لطف حاشیه‌های زیادی به همراه داشته است، از ادعای برخی به اصطلاح کارشناسان مبنی بر عدم نیاز به تعمیر گنبد تا صحبت برخی رسانه‌ها با کارشناسان غیر مرتبط مانند هنرمندان صنایع‌دستی و باستان‌شناسان در ارتباط با امر «مرمت» که یک امر حرفه‌ای است آن هم دربارهٔ مسجدی با عظمت مانند نام شیخ لطف‌الله. متأسفانه در طی مرمت‌های صورت گرفته مشکلات اساسی در ظاهر و تزیینات همچنین فرم کلی گنبد از زوایای مختلف پیش آمده است.

### نورگیری
نور درون مسجد از پنجره‌های مشبکی که در جوانب گوناگون ساقه گنبد ساخته شده‌اند، تأمین می‌شود. پرتوی که از این پنجره‌ها به درون مسجد می‌تابد، علاوه بر ایجاد روشنایی کافی، خود به خود نمایشگر فضای روحانی بناست.

### کتیبه سردر
کتیبه سردر مسجد و دو کتیبه بزرگ کمربندی داخل گنبد، که در قسمت پایین گنبد به خطّ ثلث سفید بر زمینه کاشی لاجوردی معرّق جلب توجه می‌کند، به خط زیبای علی‌رضا عباسی است که از مشهورترین ثلث نویسان زمان پادشاهی شاه عباس اول به حساب می‌آمد. در انتهای کتیبه کمربندی اول، که شرح آداب ورود به مسجد از قول پیامبر اسلام است، نام علی رضا چنین آمده است:
«کتبها علی رضا العبّاسی فی ۱۰۲۵»
در انتهای کتیبه کمربندی دوم نیز، که مشتمل بر تمام آیات سوره جمعه و سوره نصر است، عبارت ذیل نوشته شده است: «کتبها علی رضا العبّاسی غفر الله ذنوبه».

## دیدگاه‌ها
لوئی کان، معمار برجسته جهانی در بازدیدی که از اصفهان داشت در رابطه با شیخ لطف‌الله این چنین عنوان کرده است:
 من فقط در عالم خیال و با جوهری از طلا و نقره می‌توانم چنین اثری را تصور کنم.

پروفسور پوپ که در میانه سال‌های دهه ۱۹۲۰، به توصیه او، رضاشاه دستور به بازسازی و مرمت کلی مسجد شیخ لطف‌الله را داده بود، در کتاب بررسی هنر ایران نوشته است:
 به سختی می‌توان این اثر را محصول دست بشر دانست؛ و نیز در جایی دیگر بیان کرده: کوچک‌ترین نقطه ضعفی در این بنا دیده نمی‌شود، اندازه‌ها بسیار مناسب، نقشه طرح بسیار قوی و زیبا و به‌طور خلاصه توافقی است بین یک دنیا شور و هیجان و یک سکوت و آرامش باشکوه که نماینده ذوق سرشار زیباشناسی بوده و منبعی جز ایمان مذهبی و الهام آسمانی نمی‌تواند داشته باشد.
همچنین به دلیل عظمت معماری و تاریخی این بنای مذهبی ایران، تمبر مشترکی با نقش این بنا و اثری تاریخی از چین منتشر شده است.

## طرح طاووس در گنبد
طاووسی در مرکز داخلی گنبد طراحی شده است که پرهای آن به وسیلهٔ نور وارد شده از طاق بالای در ورودی مسجد تکمیل می‌شود.

## نگارخانه

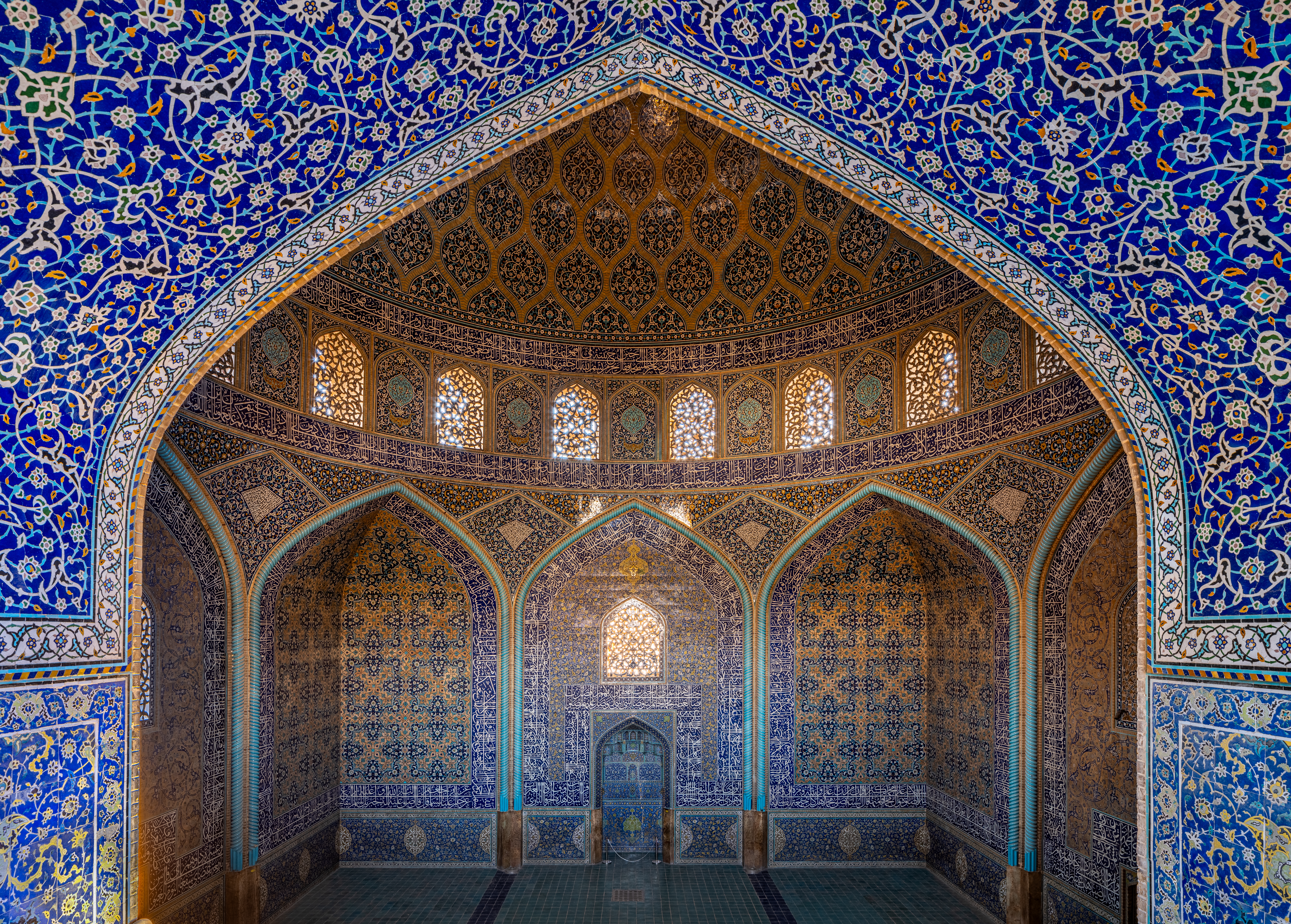
نگاره‌ای از محراب مسجد شیخ لطف‌الله
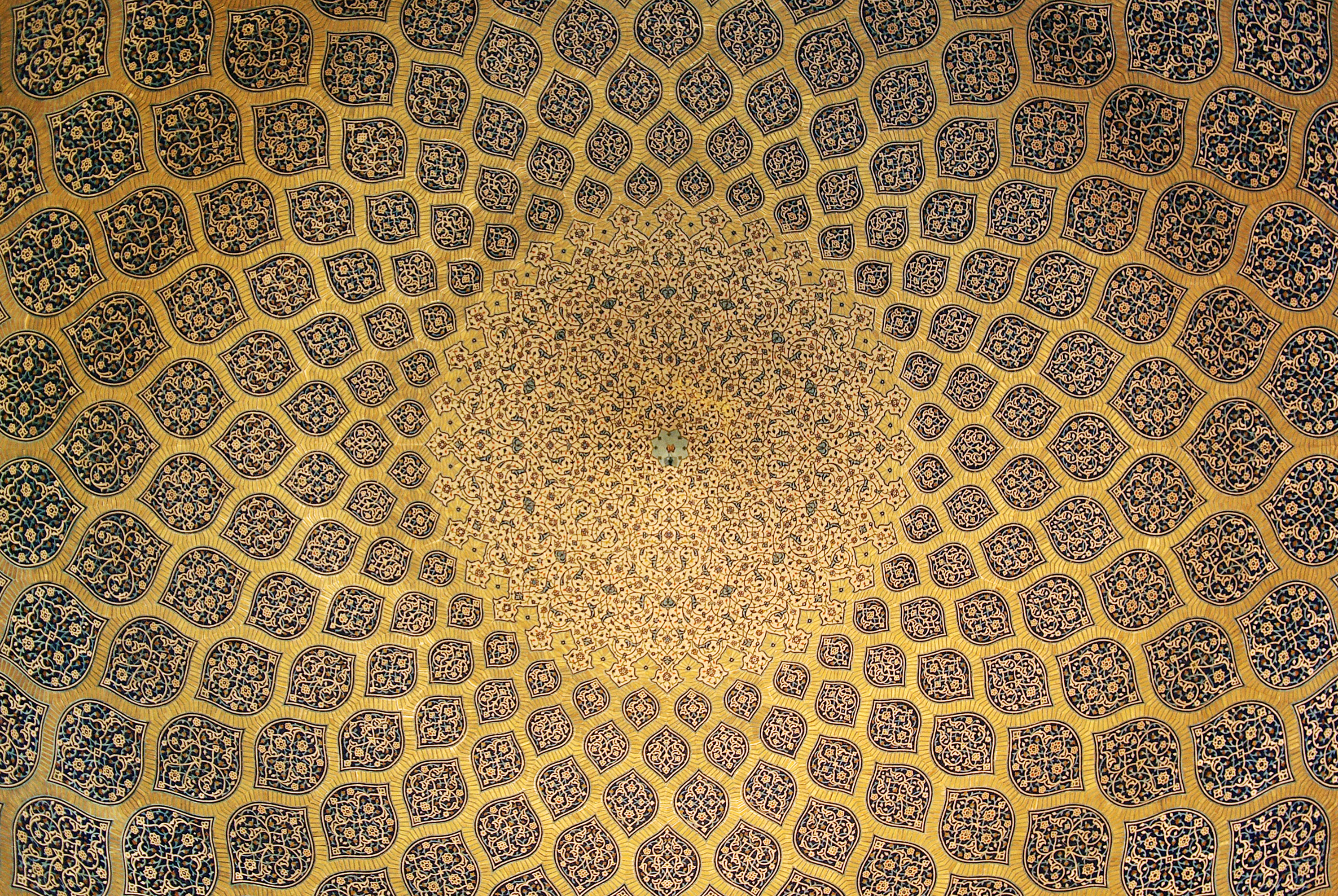
گنبد از درون
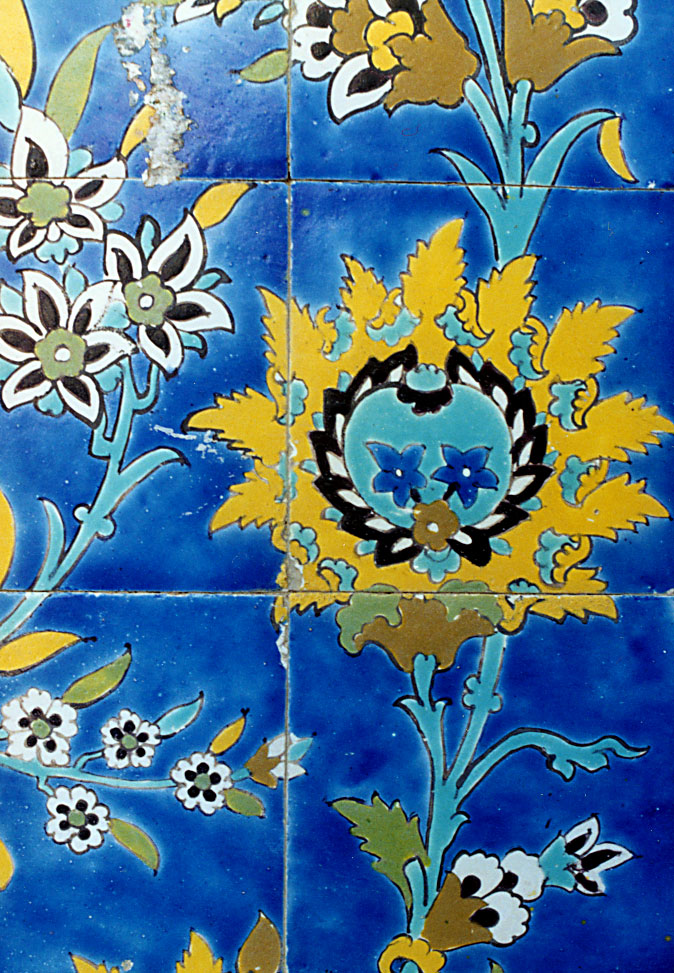
کاشی‌کاری مسجد شیخ لطف‌الله
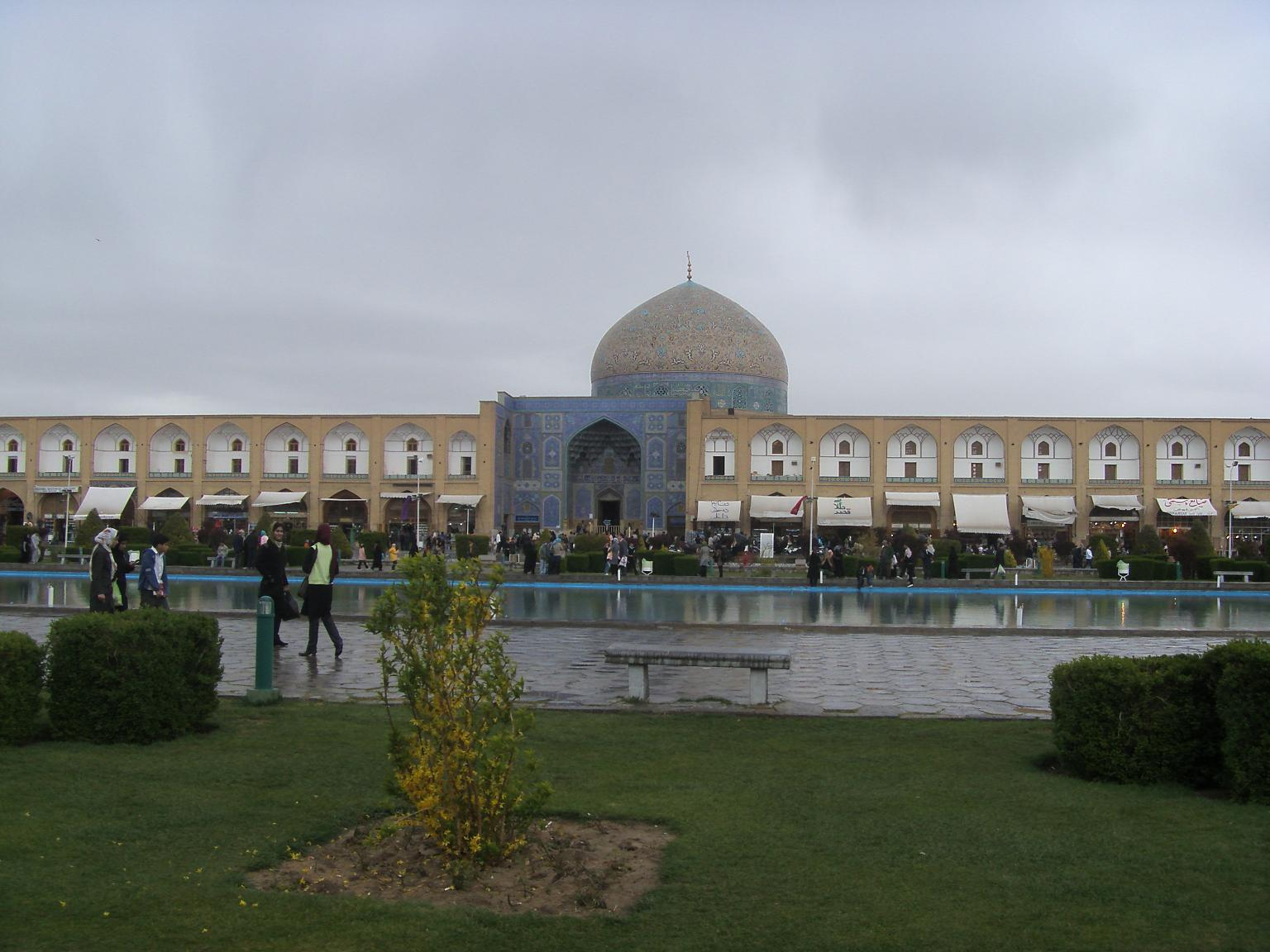
مسجد شیخ لطف‌الله و میدان نقش جهان
نمایی خارجی از گنبد مسجد شیخ لطف‌الله
نوروز ۱۳۸۲ خورشیدی
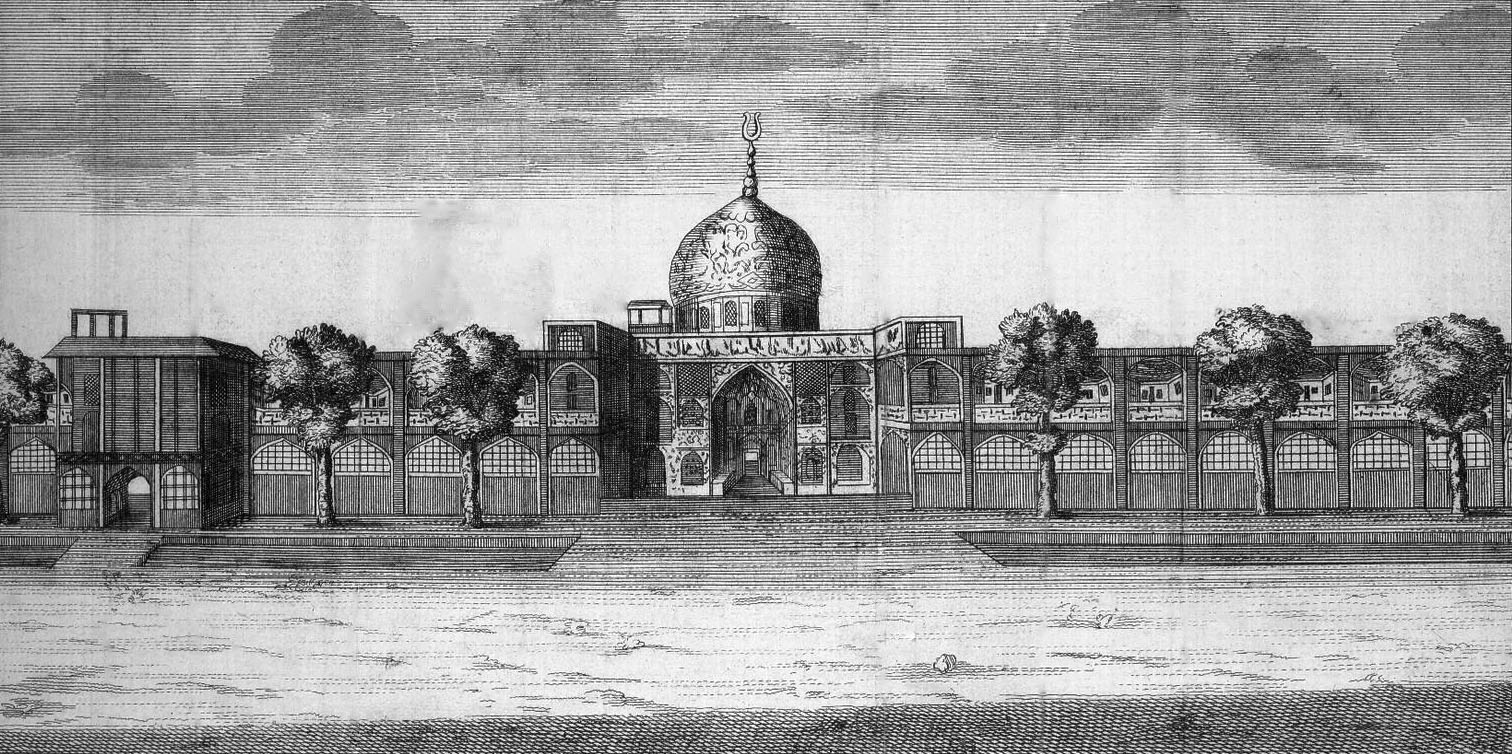
نقاشی از «مسجد شیخ لطف‌الله» اثر ژان شاردن
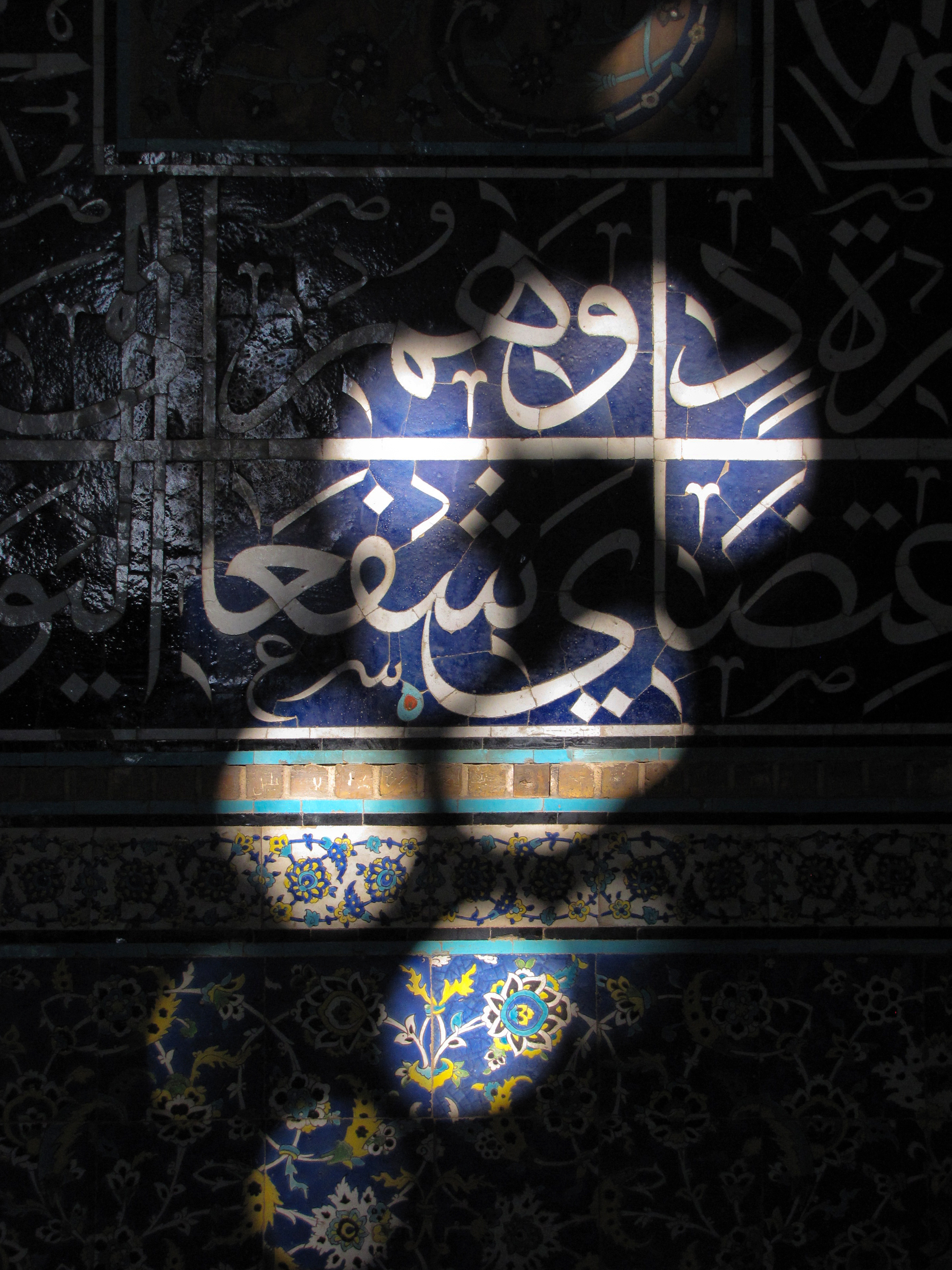
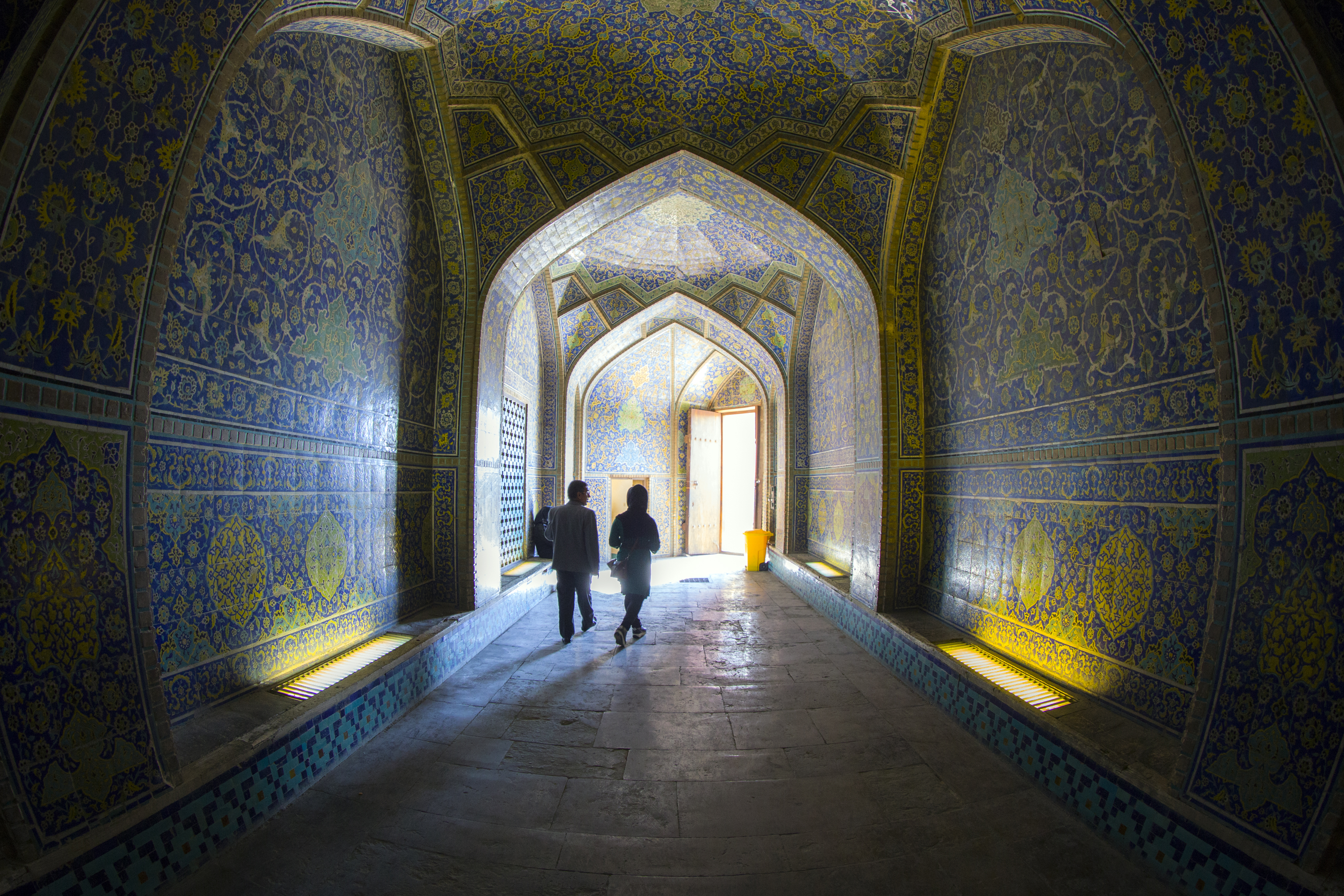
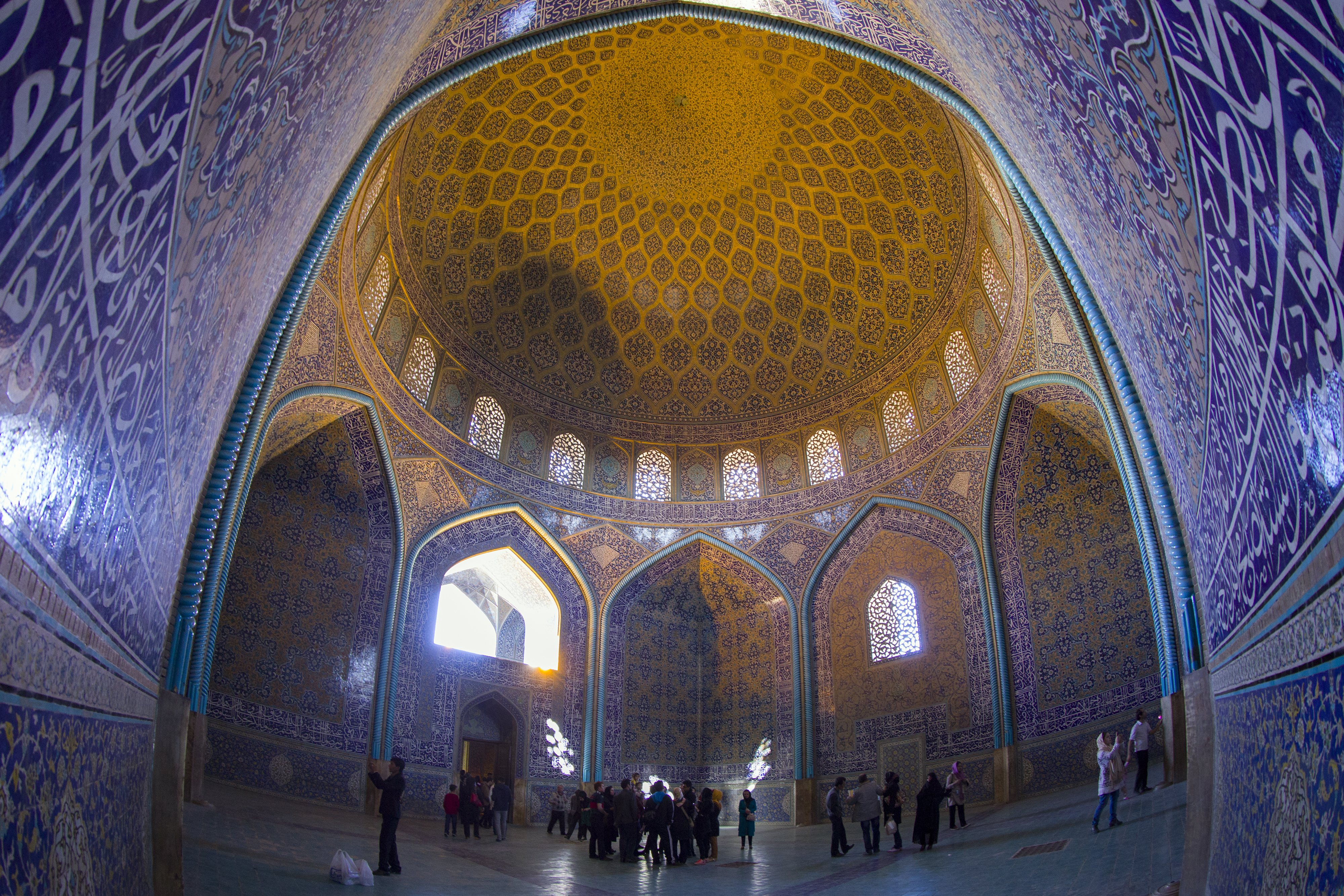
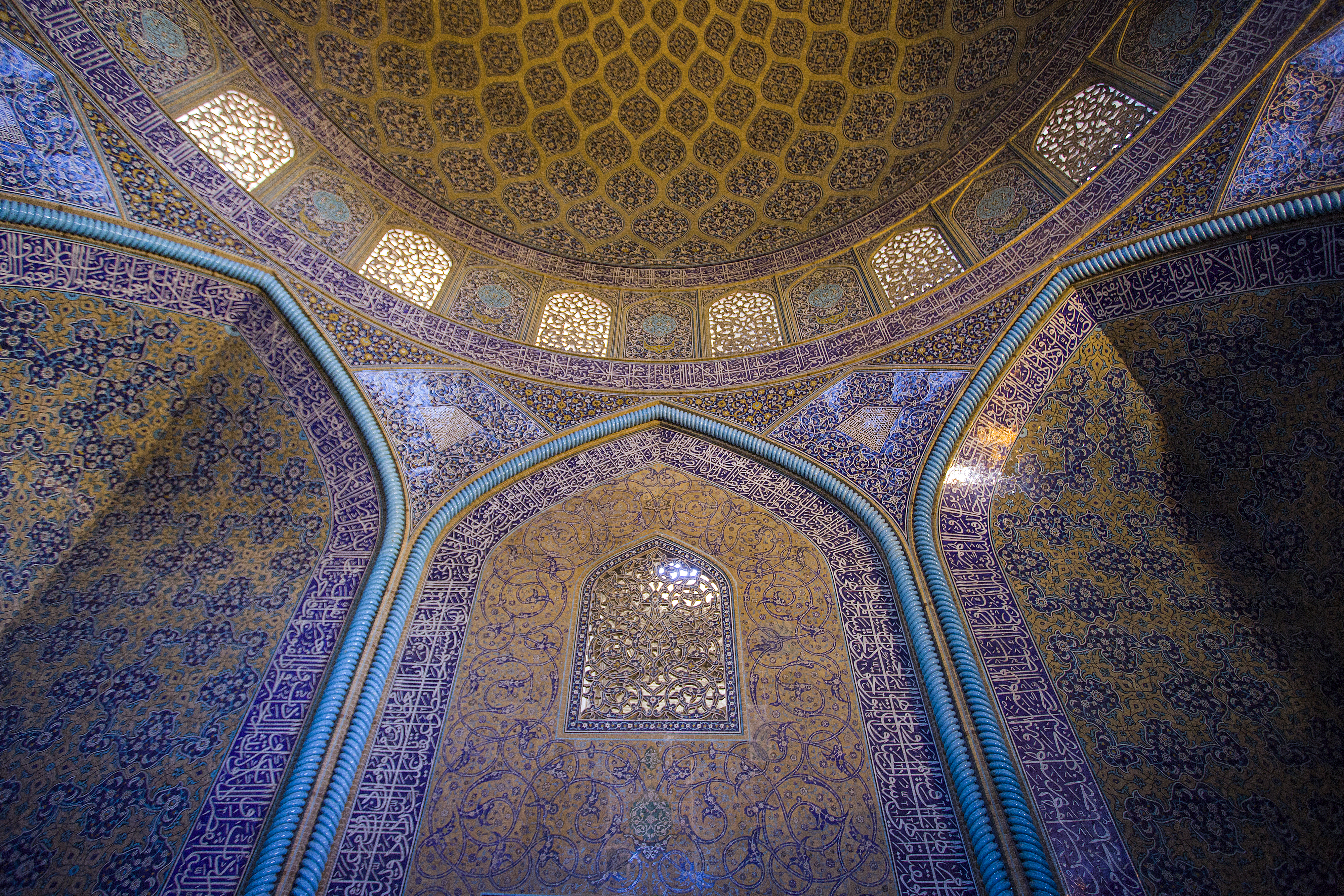
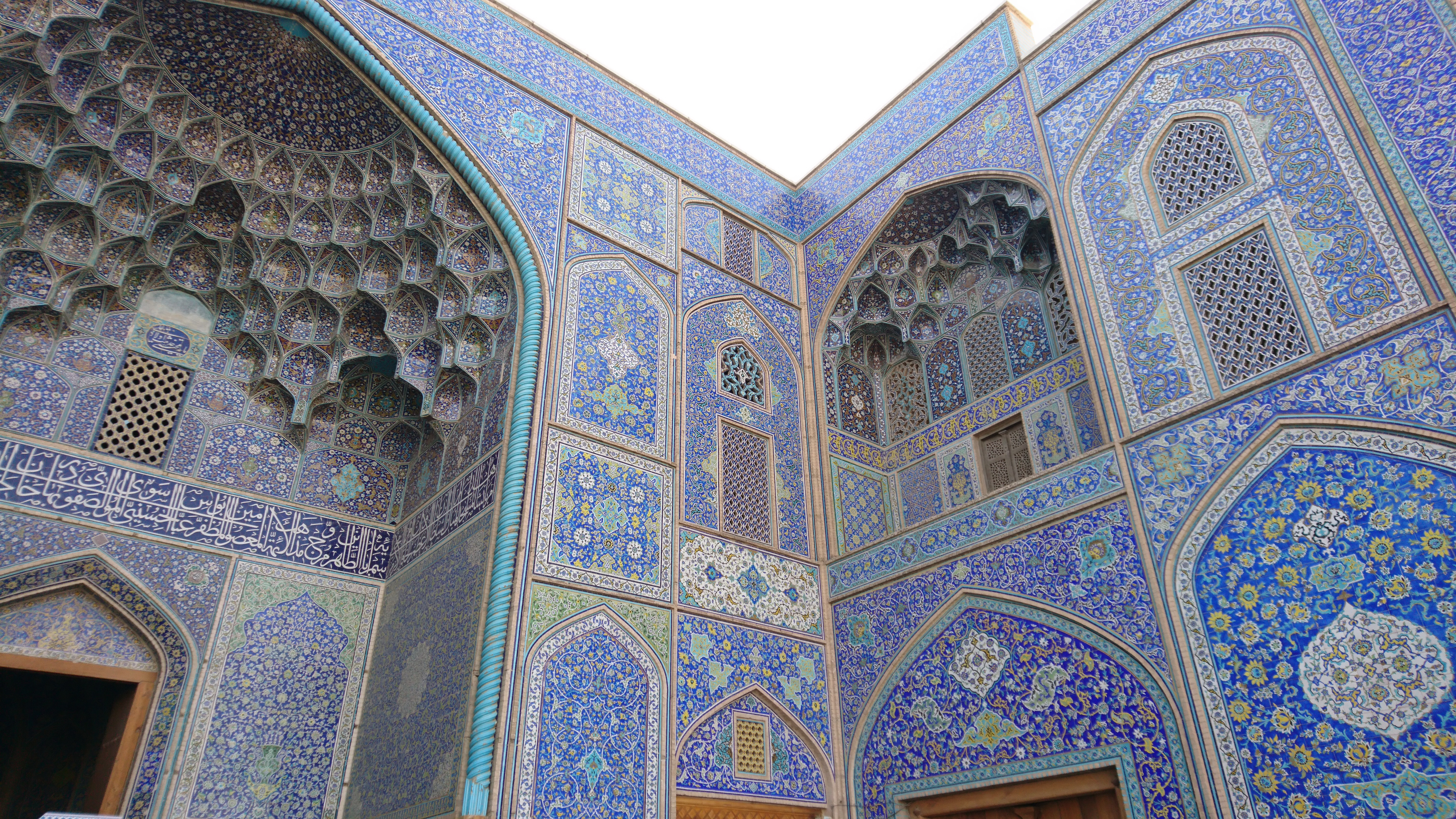
طرح رسّامی‌شده (Vector) داخل گنبد مسجد شیخ لطف‌الله
- مسجد شیخ لطف‌الله، میدان نقش جهان اصفهان
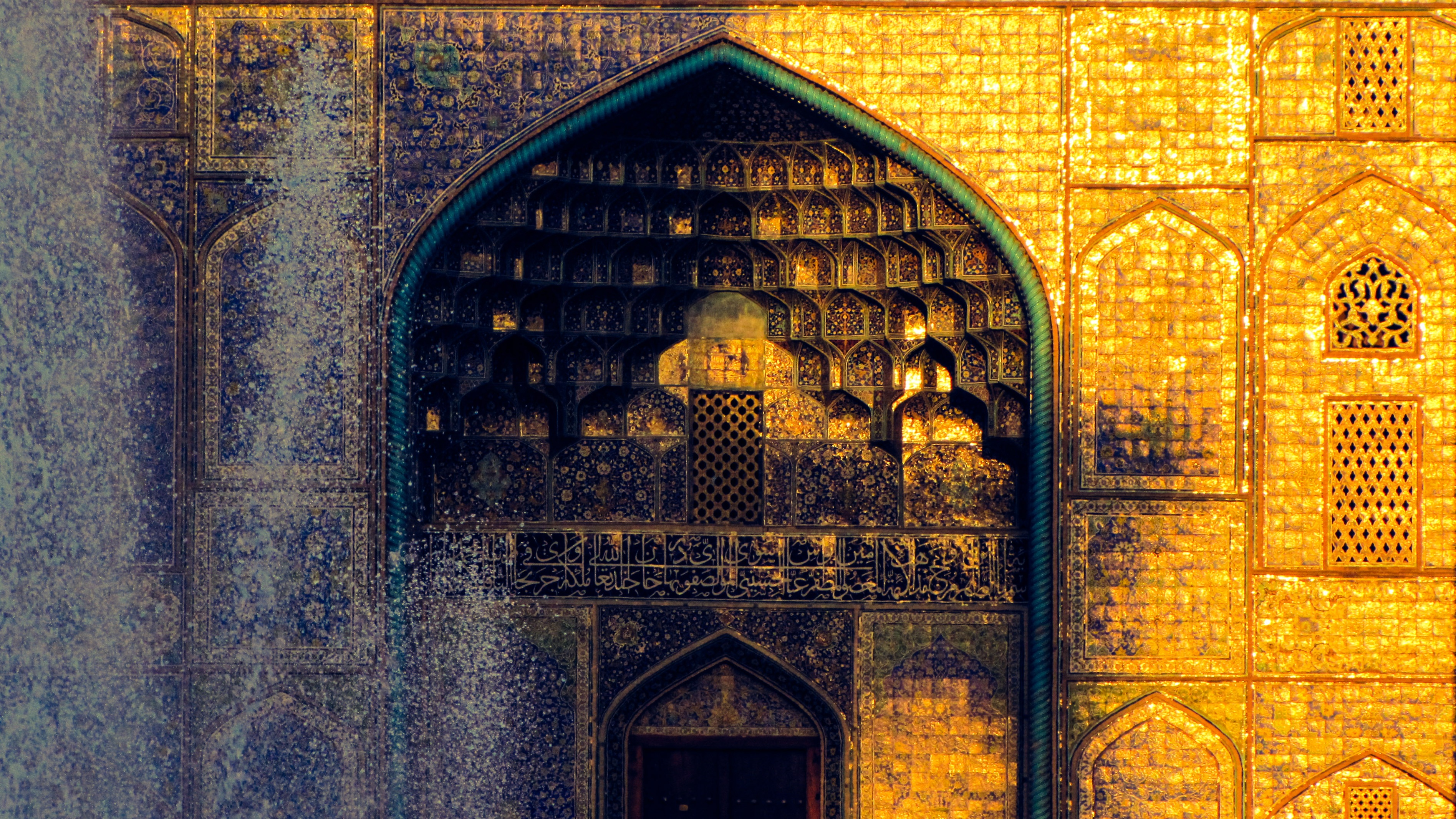
تصویر ثبت شده از مسجد شیخ لطف‌الله در هنگام غروب خورشید